# Jago
Jago (Cymraeg: Iago) was volgens de legende, zoals beschreven door Geoffrey of Monmouth, koning van Brittannië van 703 v.Chr. - 683 v.Chr. Hij was de neef van Gurgustius, en werd opgevolgd door Kimarcus.